# Schönenbuch

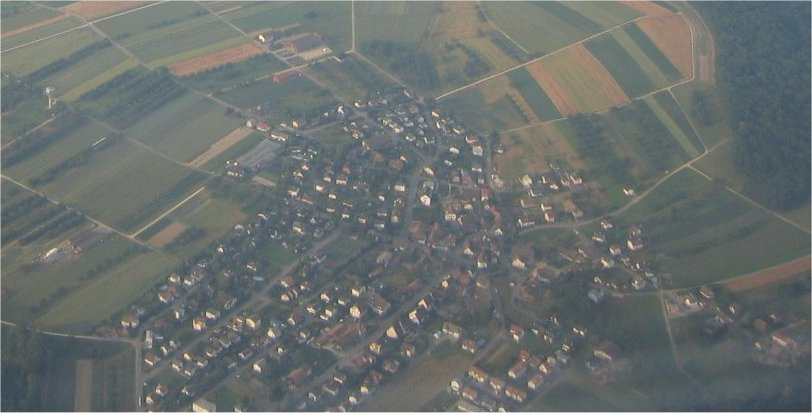
Flygbild över Schönenbuch.

Schönenbuch är en ort och kommun i distriktet Arlesheim i kantonen Basel-Landschaft, Schweiz. Kommunen har 1 456 invånare (2023).
Kommunen gränsar på tre sidor mot Frankrike.